# Klyver
|  | Denne artikel omhandler sejlet ved navn klyver. Opslagsordet har også andre betydninger, se klyverbom og klyverstav. |
En klyver (fra hollandsk kluiver; kluif = klo) er i skibsterminologi betegnelsen for et trekantet forsejl (en fok), som sættes på et forstag mellem fokkemast og bovspryd.
På en skonnert er klyveren det midterste forsejl og sidder mellem jageren (forrest) og fokken.